# Nicole Le Garrec
Nicole Le Garrec est une réalisatrice française née à Plogastel-Saint-Germain (Finistère) le 29 mai 1942.
Elle a notamment réalisé Plogoff, des pierres contre des fusils, sorti en 1980, puis dans une version restaurée en février 2020.
Elle vit avec son mari Félix Le Garrec, photographe et cinéaste, à Plonéour-Lanvern.

## Biographie

### Ses débuts
Elle naît dans une famille de paysans à Plogastel-Saint-Germain, où la langue de tous les jours est le breton. A 18 ans, elle décroche un baccalauréat littéraire et ne poursuit pas ses études. Après avoir travaillé avec son mari photographe dans leur magasin de Plonéour-Lanvern, tous deux décident d'abandonner le commerce pour se lancer dans une nouvelle aventure professionnelle : recueillir la parole de ceux qui les entourent, artisans, paysans, marins-pêcheurs..., et témoigner de leur quotidien, en images et en son, avec des reportages photos, des diaporamas, des films. Une carrière qu'ils mèneront en Bretagne, mais qui les conduira aussi au Vietnam, au Mali ou encore en Roumanie.

### Des diaporamas
En 1970, elle fonde, avec le cinéaste René Vautier et le photographe Félix Le Garrec, l'UPCB, l'Unité de production cinématographique Bretagne. Elle travaille comme scripte sur Avoir 20 ans dans les Aurès (1972), et coréalise avec René Vautier La Folle de Toujane (1974) et Quand tu disais Valéry (1975). Avec Félix Le Garrec (et leur société Bretagne Films), elle réalise des diaporamas : Le Remembrement (Centre-Bretagne, 1972), La langue bretonne (1974) ; Les ardoisiers de Commana, C'est pas vrai que j'ai 80 ans (à Pontanézen, Brest, avec la sociologue Simone Pennec), et des films documentaires : Les enfants dauphins, La chapelle de Languivoa, La porte du Danube (tourné en Roumanie), Pierre-Jakez Hélias l'émerveilleur, La Galoche, Plogoff, des pierres contre des fusils.

### Plogoff, des pierres contre des fusils
Le film Plogoff, des pierres contre des fusils, réalisé en 1980 sur le mouvement d'opposition au projet de centrale nucléaire à Plogoff  marque sa carrière.
Nicole et Félix Le Garrec se rendent d'abord à Plogoff pour participer aux manifestations antinucléaires. Très vite, ils ont la conviction que le soulèvement des habitants de cette petite commune proche de la Pointe du Raz, toutes générations confondues, mais femmes en tête, est exceptionnel. Ils perçoivent qu'il y a là un témoignage essentiel à préserver, d'autant que toutes les chaînes de télévision françaises brillent par leur absence.
Leur documentaire bénéficiera d'une diffusion dans les cinémas, ce qui est rare au début des années 1980, et surtout, il trouve son public, au-delà des espérances des Le Garrec.
Aujourd'hui, la controverse autour du nucléaire reste d'actualité. Nicole et Félix Le Garrec sont régulièrement sollicités pour des projections-débats. À l'initiative de l'association des Amis de Nicole et Félix Le Garrec et du Musée de Bretagne, les habitants de Trébivan ont été invités en octobre 2023 à redécouvrir le diaporama après restauration et numérisation,
Le film avait été tourné en 1980 en pellicule. Restauré en 2019 d'après le scan du négatif d'origine, il est sélectionné à Cannes Classics, la section dédiée aux films de patrimoine du Festival de Cannes. Il ressort dans les cinémas le 12 février 2020. C'est un film qui marque la vie de Nicole et Félix Le Garrec : il est demandé pour accompagner toutes les luttes sociales. "C'est un film qui est de tous les combats", observe la réalisatrice. Dans les Cahiers du cinéma, Paola Raiman décrit un "incroyable document historique", "un film d'une intelligence sensible à même de capter le quotidien émancipé par la révolte, en particulier celui des femmes, très mobilisées."

### Des livres
En 2000, Nicole et Félix Le Garrec publient un livre Le siècle des Bigoudènes où Félix a rassemblé des photos noir et blanc du Pays Bigouden des années soixante, souvenirs de l'époque où il tenait un magasin de photographe à Plonéour-Lanvern. Les textes de cet ouvrage bilingue français/bretonont été écrits par Nicole Le Garrec. (édition Blanc Silex, préface de Jean Failler, épuisé).

### Vivre pour des images
En 2011, Nicole et Félix Le Garrec publient Vivre pour des images, un coffret retraçant, en deux recueils (2 fois 140 pages), leur parcours de photographes-cinéastes, depuis leurs débuts dans leur magasin de photos à Plonéour-Lanvern, jusqu'à l'aventure de Plogoff, des pierres contre des fusils.Un ouvrage réalisé à quatre mains, comme toujours avec les Le Garrec : les photos sont de Félix Le Garrec, les textes de Nicole Le Garrec. (Editions Coop Breizh). Réf  346448.05837.

### Témoins silencieux en baie d'Audierne
En 2017, Nicole et Félix Le Garrec publient un troisième livre de photos : Témoins silencieux en baie d'Audierne, Éditions Vivre tout simplement (144 pages, format 22 x 26 cm, Prix : 28 euros). Félix photographie depuis presque soixante ans les plages de Tréguennec. Ses clichés proposent un voyage à travers l'évolution de la baie d'Audierne, un site sauvage et magique,,.

## Diaporamas
- 1972 : Le Remembrement (réalisé au Centre-Bretagne)
- 1974 : La Langue bretonne
- Les Ardoisiers de Commana
- C'est pas vrai que j'ai 80 ans (à Pontanézen, Brest)

## Filmographie
- 1972 : scripte sur Avoir vingt ans dans les Aurès de René Vautier
- 1974 : coréalisatrice avec René Vautier de La Folle de Toujane
- 1975 : coréalisatrice avec René Vautier de Quand tu disais Valéry
- 1977 : Diwan, sur les écoles Diwan
- 1978 : Mazoutés aujourd'hui sur la marée noire de l'Amoco Cadiz
- 1979 : Languivoa
- 1979 : coréalisatrice avec Félix Le Garrec, Le Santik Du
- 1980 : Plogoff, des pierres contre des fusils, film restauré en 2019, sélectionné à Cannes Classics (section du Festival de Cannes dédiée aux films restaurés), au cinéma en novembre 1980, puis en février 2020.
- 1987 : La Galoche, avec Pol Turner
- 1990 : Les Enfants Dauphins
- 1993 : La Porte du Danube
- 1995 : Pierre-Jakez Hélias, l'émerveilleur

## Distinctions
Sur une proposition d'Annick Le Loch, Nicole Le Garrec a reçu la médaille de la Légion d'honneur, en avril 2014. C'est Louis Le Pensec qui la lui a remise. Une distinction pour "couronner une carrière riche en images et en rencontres",

### Documentaire
- Nicole et Félix est un film sur les Le Garrec, réalisé par Philippe Guilloux en 2014 (55 minutes).